# São Filipe
São Filipe – miasto w Republice Zielonego Przylądka; na wyspie Fogo; 8 122 mieszkańców (spis powszechny 2010). Ośrodek turystyczny, handlowy; port morski. W 1655 roku São Filipe zostało zniszczone przez flamandzkich piratów.

## Miasta partnerskie
- Cinfães, Portugalia
- Espinho, Portugalia
- Esposende, Portugalia
- Matosinhos, Portugalia
- Moimenta da Beira, Portugalia
- Montijo, Portugalia
- Ourém, Portugalia
- Palmela, Portugalia
- Sesimbra, Portugalia
- Viseu, Portugalia
- Vouzela, Portugalia